# Suhoj Su-2
Suhoj Su-2 (rusko Сухой Су-2) je bil propelerski lahki bombnik, ki so ga razvili v Sovjetski zvezi pred Drugo svetovno vojno in se je uporabljal na začetku vojne. Su-2 je prvo letalo ruskega letalskega konstruktorja Pavla Suhoja. Letalo je imelo sprva oznake ANT-51 in BB-1 (Ближний Бомбардировщик — Bližnij bombardirovščik). Su-2 je pozneje imel dve modifikaciji: prototip ŠB in lahki bombnik Su-4.
Su-2 je imel "pol"-monocoque trup, ki je bil grajen je bil iz vezanega lesa. Krrila so bila iz duraluminija, kontrolne površine pa so bile pokrite s tkanino.
Letalo je bilo leta 1942 umaknjeno iz uporabe, nadomestili so ga Iljušin Il-2, Petljakov Pe-2 in Tupoljev Tu-2.

## Specifikacije (Su-2 with M-82)
Splošne karakteristike
- Posadka: 2
- Dolžina: 10,46 m (34 ft 4 in)
- Razpon kril: 14,3 m (46 ft 11 in)
- Višina: 3,75 m (12 ft 3 in)
- Površina kril: 29 m² (312 ft²)
- Teža praznega letala: 3220 kg (7100 lb)
- Naložena teža: 4700 kg (10360 lb)
- Pogon letala: 1 ×  Bencinski zvezdasti motor Švecov M-82, 1044 kW (1400 KM)

 Zmogljivost 
- Maks. hitrost: 485 km/h (260 vozlov, 300 mph) na višini
- Doseg: 1100 km (595 nmi, 685 milj)
- Višina leta: 8400 m (27560 ft)
- Hitrost vzpenjanja: 9,8 minut do 5000 m (16405 ft)

Oborožitev

- 6 × 7,62 mm (0.30 in) ŠKAS strojnice (4 v krilih, 1na zgornjem delu, 1 na spodnjem delu)
- Do 400 kg (880 lb) bomb v notranjem prostoru in na podkrilnih nosilcih ali pa do 10 × raket RS-82 s ali 8 × raket RS-132

## Modifikaciji
Su-2 je imel dve modifikaciji:
- Jurišnik-bombnik Suhoj ŠB (rusko Штурмовик-бомбардировщик Сухой ШБ; drugo oznako Ближний бомбардировщик ББ-2 — Bližnij bombardirovščik / Bližini bombnik   BB-2), 1940. Zgrajen je bil en prototip, ki je imel motor M-88[1][2].

- Lahki bombnik Suhoj Su-4 (rusko Сухой Су-4; drugo oznako Ближний бомбардировщик ББ-3 — Bližnij bombardirovščik / Bližini bombnik  BB-3), 1942. Prototip je imel motor M-90. Serijska letala Su-4 (BB-3) je imela motor M-82 in novo orožje[3].

## Dokumentarni film
- Dokumentarni film. Narejeno v ZSSR 14. oktober 1941 (rusko). Lahki bombnik Suhoj Su-2 / Союзкиножурнал, выпуск № 100 от 14 октября 1941 года. Prvi del.